# Saltant a la corda, La Granja
Saltant a corda, La Granja és una pintura a l'oli sobre llenç de Joaquim Sorolla i Bastida de 166 × 105 cm realitzada durant l'estiu de 1907 a Valsaín (Segòvia) representant la seva filla petita Elena jugant als jardins amb altres nenes. Durant aquest estiu, el pintor i la seva família es van mudar a La Granja de San Ildefonso per realitzar un Retrat d'Alfons XIII en uniforme d'hússar.

## Descripció
La pintura representa un grup de nens jugant en un parc. En primer pla, una nena salta la corda. El segon pla està marcat per la presència d'un arbre pla que delimita l'espai. Finalment, al fons, un nen petit en vestit de blanc salta a la corda davant un estany d'aigua prop del qual corren d'altres dos nens petits. Al fons es poden veure troncs de plàtans i una tanca amb flors roges que oculten la resta de l'entorn. Segons la història del pintor, l'escena es desenvolupa al Parc del Palau Reial de San Ildefonso de La Granja, i probablement representa membres de la família del pintor: la seva esposa Clotilde, l'adolescent Elena i la major Maria, que havien anat a la Granja de San Ildefonso a petició del rei per portar a terme el retrat d'Alfons XIII.
Com acostuma a ser el cas amb Sorolla, el treball reflecteix la influència de la fotografia que havia estudiat a una edat més juvenil, però aquí la pintura sembla haver-se beneficiat de les contribucions de Étienne-Jules Marey, qui recentment havia fixat el moviment en una placa fotogràfica. El que va tenir un important ressò entre els pintors de principis de segle. El Museu Giveny també mostra aquesta influència per Edgar Degas.
El pintor també va realitzar durant la seva estada a la Granja i a Valsaín diverses pintures entre elles El bany de la reina, Valsaín o la Tempesta sobre Peñalara.